# Wittibreut
Wittibreut é um município da Alemanha, situado no distrito de Rottal-Inn, no estado da Baviera. Tem 38,35 km² de área, e sua população em 2019 foi estimada em 1.993 habitantes.